# Église Saint-Marc de Kastrat
Pour les articles homonymes, voir Église Saint-Marc.
L'église Saint-Marc de Kastrat (en serbe cyrillique : Маркова црква у Кастрату ; en serbe latin : Markova crkva u Kastratu) est une église orthodoxe serbe située à Kastrat, dans le district de Toplica et dans la municipalité de Kuršumlija en Serbie. Elle est inscrite sur la liste des monuments culturels protégés de la république de Serbie (no SK 219).
L'église, aujourd'hui en ruine, est également connue sous les noms de « basilique de l'Antiquité tardive » (Касноантичка базилика) et d'« église latine » (Латинска црква)..

## Présentation
L'église est située à la confluence de la rivière Kosanica et de la Toplica.
Elle a été construite un peu avant le VIe siècle et est dédiée à saint Marc et, bien qu'elle relève aujourd'hui de l'éparchie de Niš, une subdivision de l'Église orthodoxe serbe, comme toutes les églises de la Serbie d'alors, elle était affectée au culte catholique,. Elle mesure 23 m avec largeur comprise entre 11 m et 50 m. On peut encore y voir les bases de la nef, du narthex et d'une abside demi-circulaire. Elle est construite en pierres reliées par un mortier de chaux et dans un appareillage de briques byzantines.
En 1973, l'Institut pour la protection du patrimoine de Niš a réalisé des travaux de consolidation des fondations sur une hauteur de 1,50 m,.